# Kraichtalbahn
| |                      |                                    |                              |
| Streckennummer: | 9413                 |                                    |                              |
| Kursbuchstrecke (DB): | 710.3                |                                    |                              |
| Kursbuchstrecke: | 318s (1946)          |                                    |                              |
| Streckenlänge: | 14,6 km              |                                    |                              |
| Spurweite: | 1435 mm (Normalspur) |                                    |                              |
| Streckenklasse: | D4                   |                                    |                              |
| Stromsystem: | 15 kV, 16,7 Hz ~     |                                    |                              |
| Maximale Neigung: | 13,5 ‰               |                                    |                              |
| Minimaler Radius: | 155,19 m             |                                    |                              |
| Streckengeschwindigkeit: | 80 (LNT) 50 km/h     |                                    |                              |
| Zweigleisigkeit: | nein                 |                                    |                              |
| |                      |                                    |                              |
| \| \| \| von Bruchsal \| \| \| \| 0,00 \| Ubstadt Ort \| 114 m \| \| \| \| nach Odenheim \| \| \| \| 0,72 \| Ubstadt Salzbrunnenstraße \| 116 m \| \| \| 3,06 \| Unteröwisheim Martin-Luther-Straße \| 122 m \| \| \| 3,54 \| Unteröwisheim Bahnhof \| 123 m \| \| \| 5,04 \| Oberöwisheim 128 m \| Oberöwisheim 128 m \| \| \| 7,80 \| Münzesheim \| 135 m \| \| \| 8,71 \| Münzesheim Ost \| 138 m \| \| \| 10,60 \| Gochsheim (Baden) \| 147 m \| \| \| \| Streckenfehlbetrag −0,053 km \| \| \| \| 12,65 \| Bahnbrücken \| 160 m \| \| \| 14,60 \| Menzingen (Baden) \| 170 m \| |                      |                                    |                              |
| Strecke |                      | von Bruchsal                       | von Bruchsal                 |
| Bahnhof | 0,00                 | Ubstadt Ort                        | 114 m                        |
| Abzweig geradeaus und nach links |                      | nach Odenheim                      | nach Odenheim                |
| Haltepunkt / Haltestelle | 0,72                 | Ubstadt Salzbrunnenstraße          | 116 m                        |
| Haltepunkt / Haltestelle | 3,06                 | Unteröwisheim Martin-Luther-Straße | 122 m                        |
| Bahnhof | 3,54                 | Unteröwisheim Bahnhof              | 123 m                        |
| Haltepunkt / Haltestelle | 5,04                 | Oberöwisheim 128 m                 | Oberöwisheim 128 m           |
| Bahnhof | 7,80                 | Münzesheim                         | 135 m                        |
| Haltepunkt / Haltestelle | 8,71                 | Münzesheim Ost                     | 138 m                        |
| Bahnhof | 10,60                | Gochsheim (Baden)                  | 147 m                        |
| Kilometer-Wechsel |                      | Streckenfehlbetrag −0,053 km       | Streckenfehlbetrag −0,053 km |
| Haltepunkt / Haltestelle | 12,65                | Bahnbrücken                        | 160 m                        |
| Kopfbahnhof Streckenende | 14,60                | Menzingen (Baden)                  | 170 m                        |

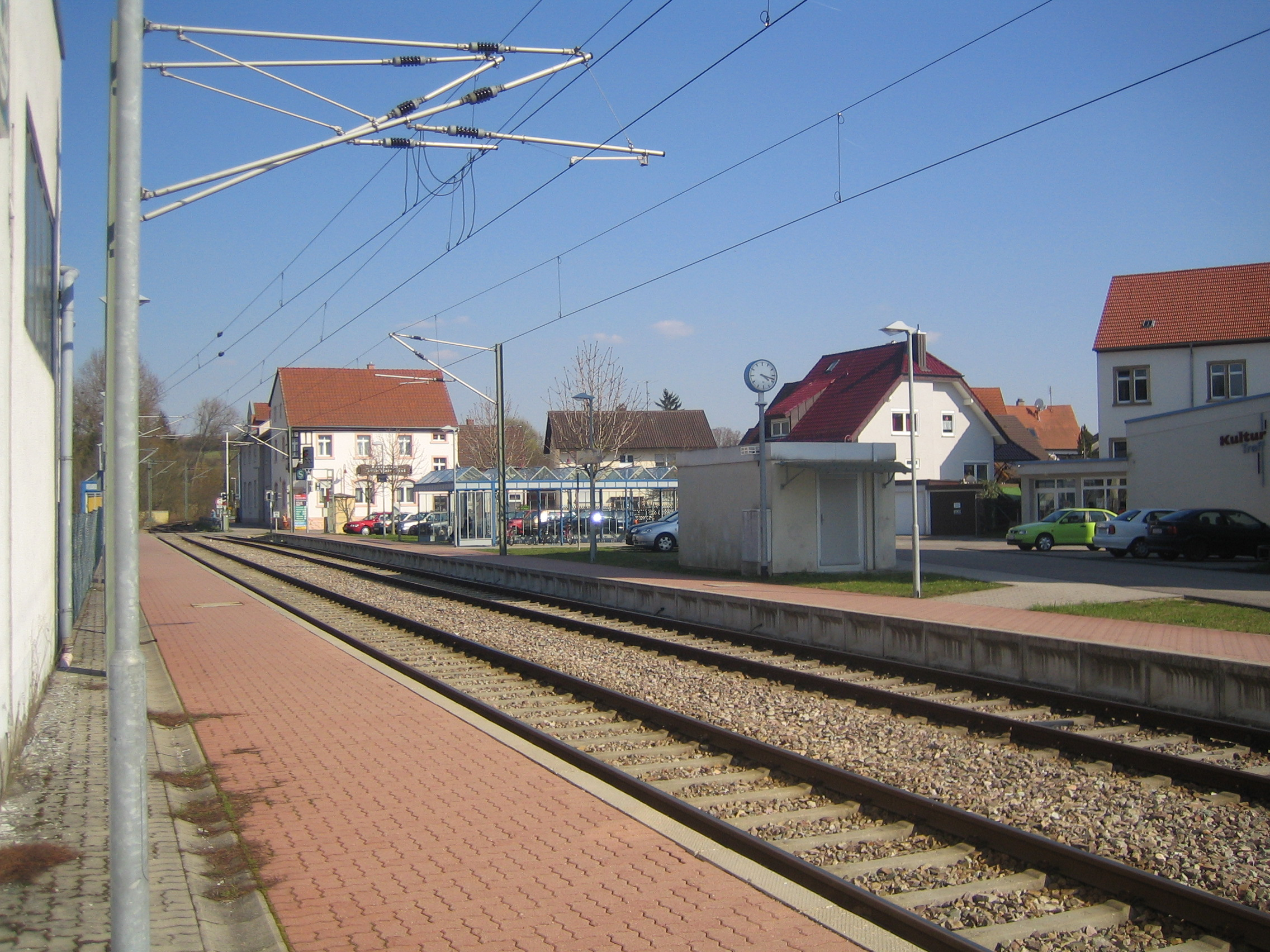
Bahnhof Unteröwisheim

Die Kraichtalbahn ist eine 14,6 Kilometer lange normalspurige und elektrifizierte Nebenbahn in Baden-Württemberg. Sie zweigt in Ubstadt von der Katzbachbahn, mit der sie betrieblich eng verbunden ist, ab und führt nach Menzingen. Die Kraichtalbahn ist heute als Linie ‚S32‘ in die Stadtbahn Karlsruhe integriert.

## Streckenverlauf
Die Kraichtalbahn führt von Ubstadt ausgehend in den Kraichgau. Der Name „Kraichtalbahn“ bezieht sich sowohl auf den Kraichbach, dessen Lauf sie von Ubstadt bis Gochsheim folgt, als auch auf die Stadt Kraichtal, zu der – mit Ausnahme von Ubstadt – alle an der Strecke liegenden Orte gehören. Sie verläuft vollständig im Landkreis Karlsruhe.

## Geschichte

### Planung und Eröffnung der Strecke
Während der Zeit, als sich die Stadt Bruchsal bis 1874 zu einem Eisenbahnknotenpunkt entwickelt hatte, waren auch die Gemeinden entlang des Kraichbaches daran interessiert, einen Anschluss an die Eisenbahn zu bekommen. Daher verfolgte Bruchsal das Ziel, eine Eisenbahnverbindung über die am Kraichbach gelegenen Orte Ubstadt, Unteröwisheim, Oberöwisheim, Münzesheim und Gochsheim nach Eppingen herzustellen. Nachdem allerdings im Jahr 1879 die Kraichgaubahn Karlsruhe–Bretten–Eppingen eröffnet worden war, rückte die Verwirklichung einer solchen Verbindung zunächst in weite Ferne.
Im Jahr 1888 ergriff Bruchsal dann zusammen mit den Gemeinden im Kraichbachtal und im Katzbachtal eine Initiative, die darauf abzielte, eine schmalspurige Nebenbahn mit zwei Ästen zu bauen. In Ubstadt sollte die Verzweigung beginnen. Der nördliche Ast sollte über Odenheim bis nach Elsenz verlaufen, der südliche Ast durch das Kraichbachtal bis nach Gochsheim.
Ursprünglich nur bis Gochsheim geplant, hatte man sich schließlich doch entschlossen, die Bahnstrecke durch das Kraichbachtal bis nach Menzingen zu bauen. Ebenso wurde beschlossen, die Strecke nicht wie ursprünglich vorgesehen in Schmalspur, sondern in Normalspur zu bauen.
Am 5. März 1896 wurde die Kraichtalbahn zusammen mit der Katzbachbahn eröffnet. Betrieben wurde die Strecke zunächst von der Westdeutschen Eisenbahn-Gesellschaft (WeEG).

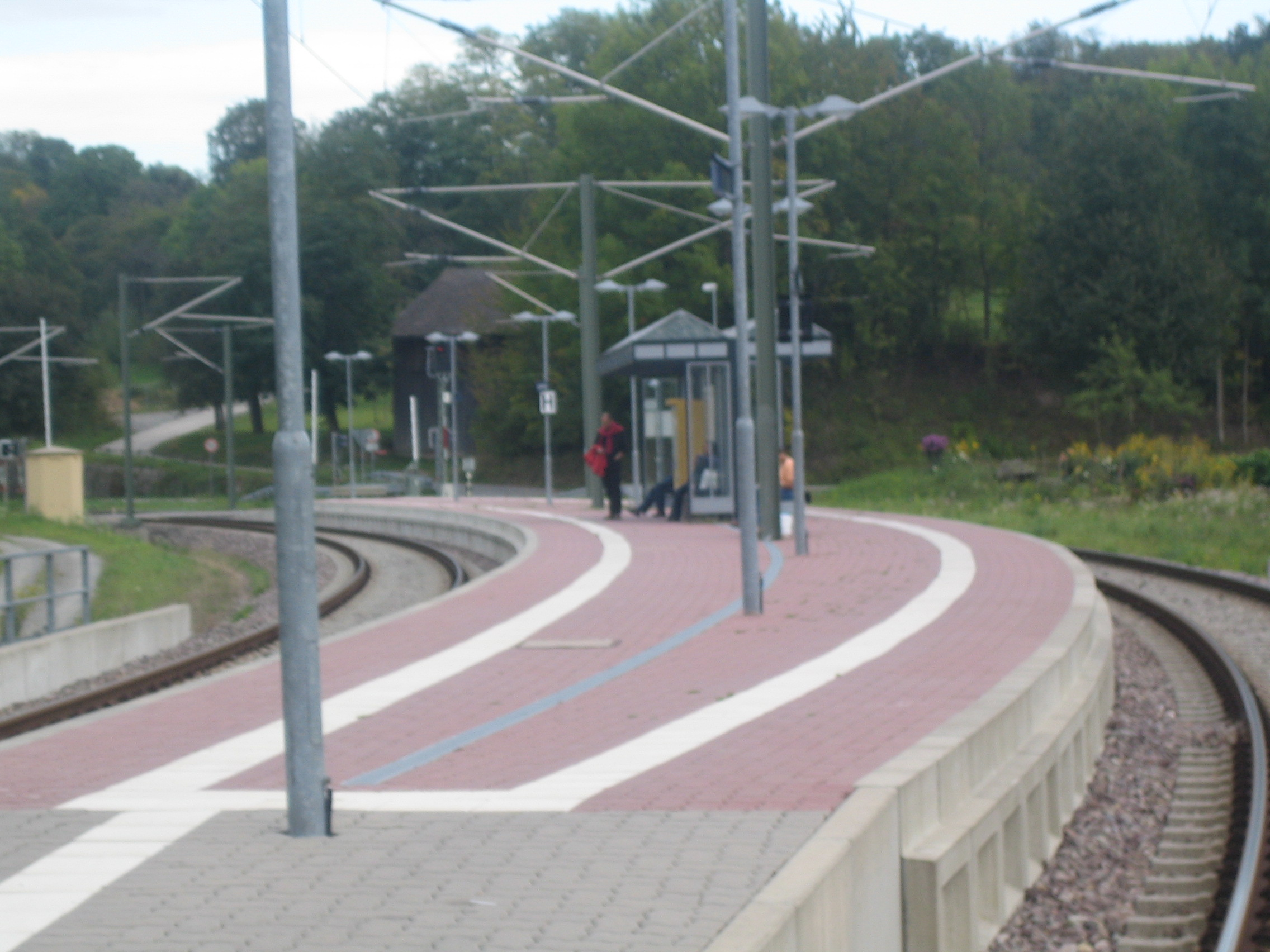
Bahnhof Gochsheim nach seinem Ausbau zum Kreuzungsbahnhof

### Die Jahre unter der B.L.E.A.G. (1898–1931)
Im Oktober 1898 übertrug die WeEG sowohl die Kraichtal- als auch die Katzbachbahn an ihre Tochtergesellschaft Badische Lokal Eisenbahn Aktiengesellschaft (B.L.E.A.G.). In den ersten Betriebsjahren war auf der Strecke im Personenverkehr eine hohe Nachfrage vorhanden, auch der Güterverkehr entwickelte sich positiv. Die Kraichtal- und die Katzbachbahn waren in der ersten Hälfte des zwanzigsten Jahrhunderts sogar die beiden rentabelsten B.L.E.A.G.-Strecken.
Nach dem Ersten Weltkrieg gerieten beide Bahnstrecken allerdings in eine Krise, da der B.L.E.A.G. die finanziellen Mittel zur Instandhaltung ihrer Strecken ausgegangen waren. Nachdem der Kreis Karlsruhe sich allerdings bereit erklärt hatte, seinen Anteil zum Erhalt verschiedener B.L.E.A.G.-Strecken beizutragen, waren die Strecken vorübergehend gerettet. In den Folgejahren trat eine Normalisierung des Betriebes auf beiden Strecken ein.
1931 musste die B.L.E.A.G. im Zuge der Weltwirtschaftskrise allerdings Konkurs melden.

### Die Jahre unter der DEBG (1931–1963)

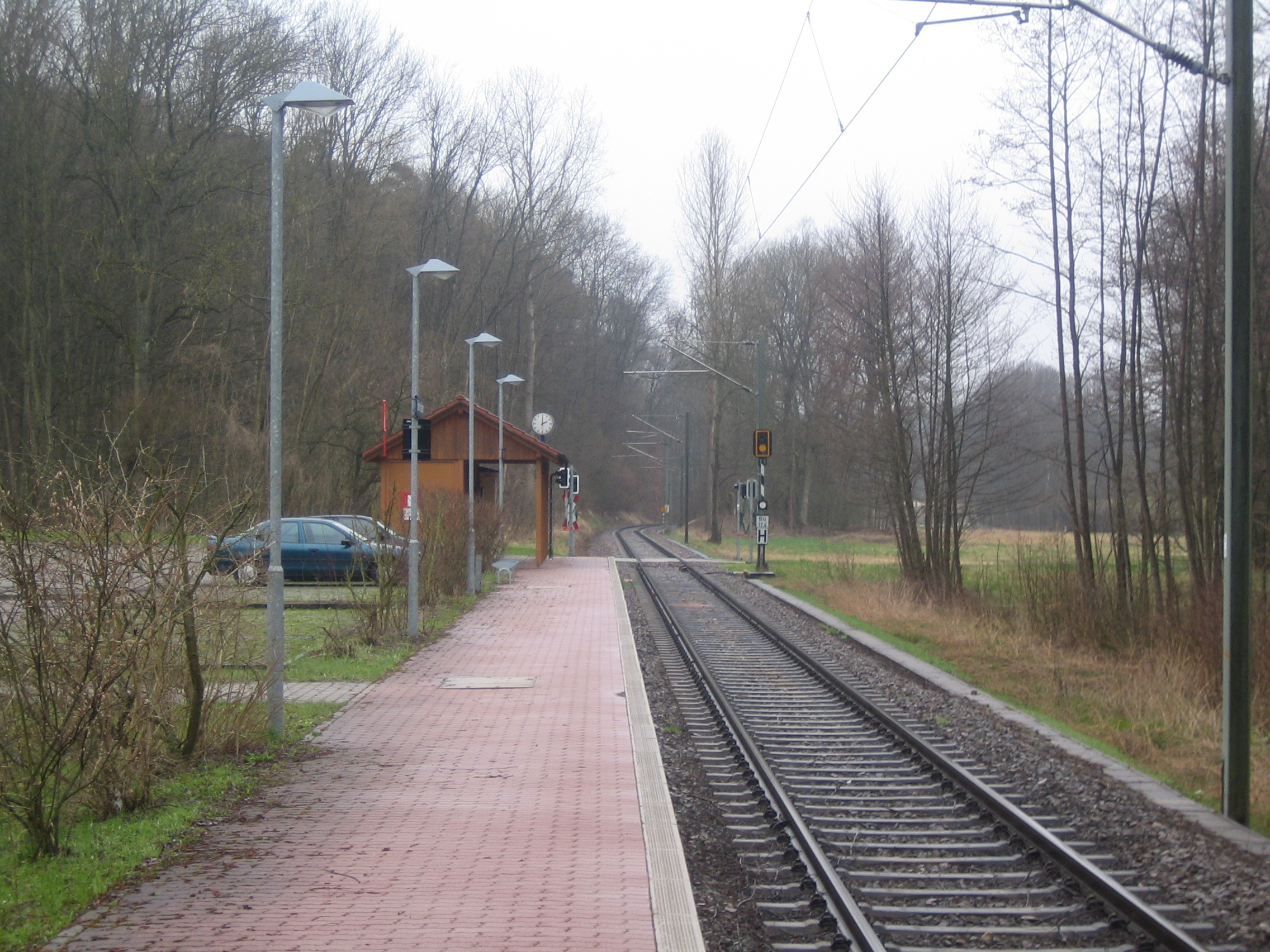
Haltepunkt Bahnbrücken

Nach dem Konkurs der B.L.E.A.G. gingen sowohl die Kraichtal- als auch die Katzbachbahn am 1. Januar 1932 an die Deutsche Eisenbahn-Betriebsgesellschaft AG (DEBG).
Der DEBG gelang es zunächst, die beiden Strecken, die von der Weltwirtschaftskrise in Mitleidenschaft gezogen worden war, wieder voranzubringen. So beschaffte sie auch einen Dieseltriebwagen, der hauptsächlich auf der Kraichtalbahn eingesetzt wurde, da der hintere Teil der Katzbachbahn zwischen Odenheim und Hilsbach aufgrund seiner starken Steigungen wenig für diesen Fahrzeugtyp geeignet war.
Der Ausbruch des Zweiten Weltkrieges führte dazu, dass die Fahrgastzahlen deutlich anstiegen, da der Individualverkehr kriegsbedingt eingeschränkt werden musste. Wegen Kampfhandlungen musste der Betrieb jedoch am 2. April 1945 eingestellt werden.
Im Gegensatz zu vielen anderen Bahnstrecken hielten sich die Kriegsschäden auf den beiden Strecken in Grenzen. So konnte auf der Kraichtalbahn der Betrieb am 7. Juni 1945 wieder aufgenommen werden.
Ab Mitte der 1950er Jahre wurden auf der Strecke die Dampfzüge, einschließlich der bisher eingesetzten Personenwagen, die zum Teil bis zu fünfzig Jahre alt gewesen waren, allmählich durch Dieselbetrieb ersetzt. So schaffte die DEBG 1955 eine Diesellokomotive, 1952 einen Esslinger Triebwagen und 1956 sechs ehemalige Dieseltriebwagen der DB aus den Jahren 1936 und 1937 an. Allerdings beantragte die DEBG am 7. Juli 1958 die Stilllegung aller Bahnen in Süddeutschland, die sich in ihrem Besitz befanden. Vor allem das Land Baden-Württemberg leistete dagegen jedoch Widerstand.

### Die Jahre unter der SWEG (1963–1994)
Die DEBG trat am 1. Mai 1963 beide Strecken an die Südwestdeutsche Eisenbahngesellschaft mbH (SWEG) ab. Die SWEG war am 10. Dezember 1962 vom Land Baden-Württemberg gegründet worden, um verschiedene Privatbahnen vor der Stilllegung zu bewahren.
Die SWEG war bemüht, die Strecke zu modernisieren. So wurden die noch verbliebenen Dampfzüge in der Folgezeit vollständig durch Dieseltriebwagen ersetzt. Außerdem führte sie Verbesserungen am Oberbau durch, wodurch sich letztendlich die Fahrzeiten deutlich verkürzten. So dauerte eine Fahrt von Bruchsal nach Menzingen nur noch 37 Minuten gegenüber vorher 47 Minuten.

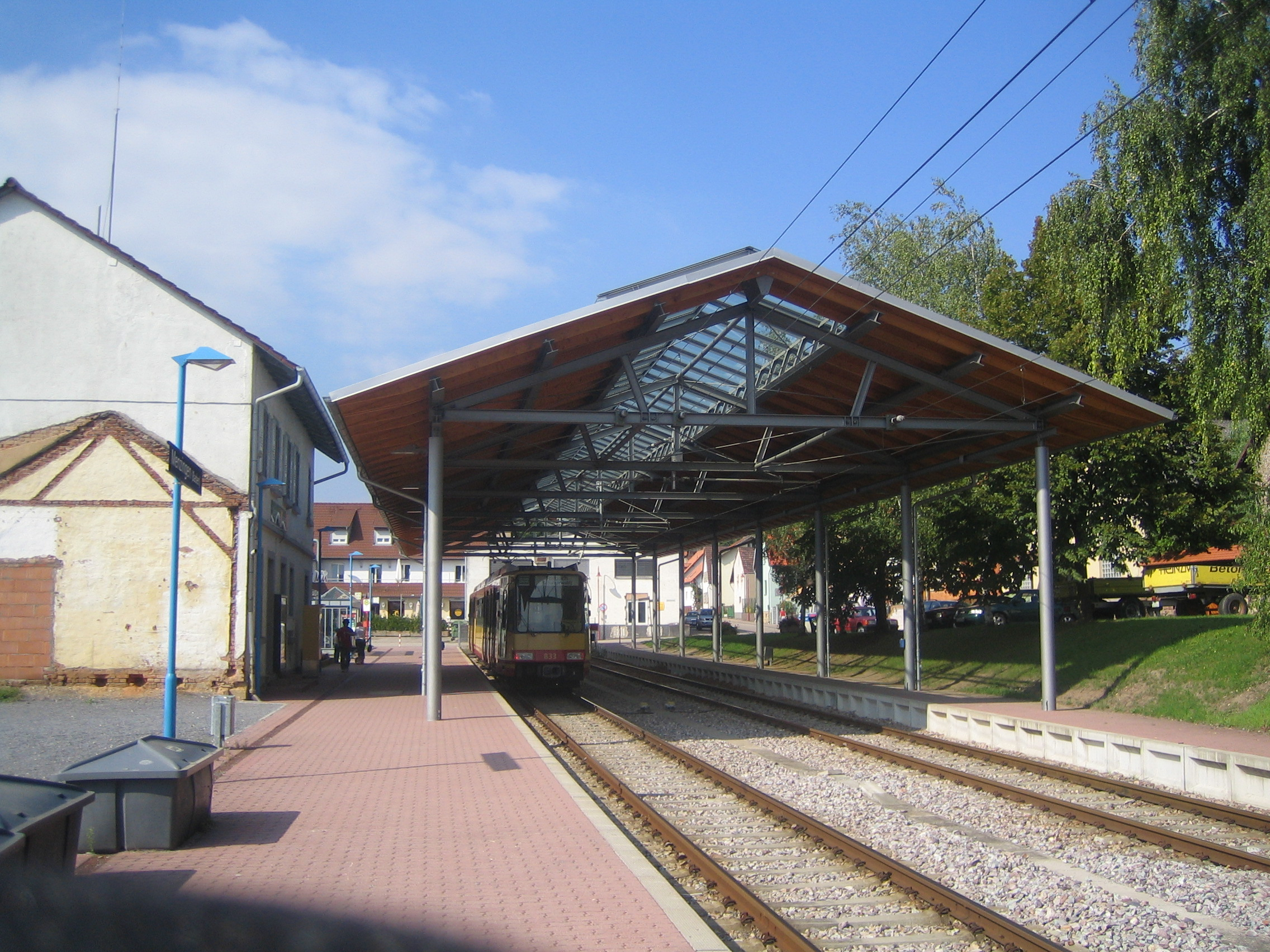
Endbahnhof Menzingen

1980 siedelten sich mehrere Industriezweige in Gochsheim an, was der Kraichtalbahn einen deutlichen Anstieg im Güterverkehr bescherte. Eigens hierfür musste die SWEG 1982 sogar eine Diesellok anschaffen.
Ab Oktober 1981 kamen auf der Kraichtalbahn verstärkt Dieseltriebwagen des Typs NE 81 zum Einsatz, die von der Waggon Union gebaut worden waren. Allerdings gelang es der SWEG trotz der Modernisierungsmaßnahmen nicht, die Nachfrage auf der Strecke zu steigern. In den 1980er Jahren wurden in Menzingen mit Millionenaufwand die Werkstattanlagen ausgebaut und modernisiert.
In der Folgezeit war die Kraichtalbahn immer mehr von der Stilllegung bedroht, nachdem von der Katzbachbahn der hintere Abschnitt Odenheim–Hilsbach im Zeitraum von 1960 bis 1986 schrittweise stillgelegt worden war.

### Übernahme durch die AVG und Ausbau zur Stadtbahn (seit 1994)

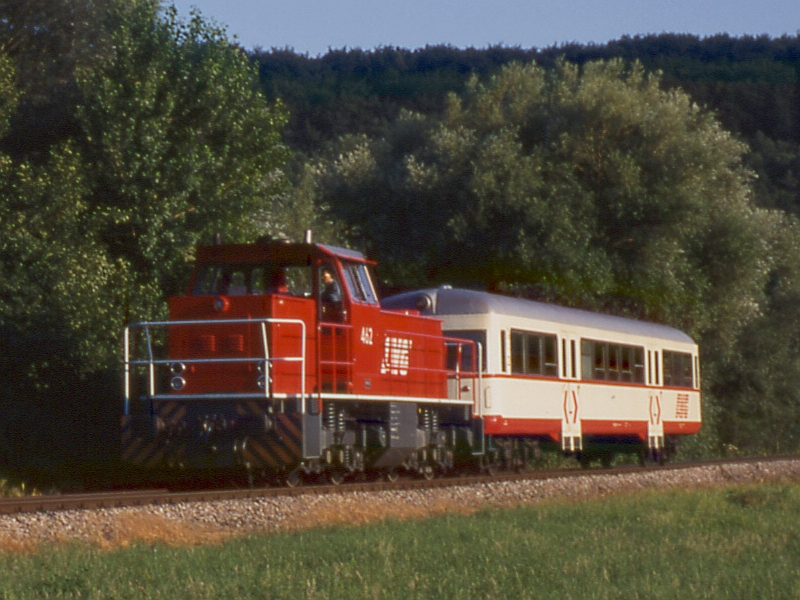
AVG-Lokomotive 462 mit Esslinger Beiwagen

Um die Strecke vor der Stilllegung zu bewahren, wurde sie im Mai 1994 von der Albtal-Verkehrs-Gesellschaft (AVG) übernommen. Zunächst wurden die Dieseltriebwagen der SWEG vom Typ NE 81 und Maschinenfabrik Esslingen übernommen. Nachdem die AVG den zuletzt unter der SWEG geltenden Fahrplan weiter betrieben hatte, verbesserte sie ein halbes Jahr das Angebot und führte einen Taktfahrplan ein. Anlässlich der 1994 erfolgten Gründung des Karlsruher Verkehrsverbundes (KVV) wurde die Kraichtalbahn unter der Linienbezeichnung „R32“ in diesen integriert.
Die Übernahme durch die AVG wurde mit dem Plan zum Ausbau der Strecke zur Stadtbahn beschlossen. Dies beinhaltete die Elektrifizierung und Modernisierung der Strecke und den Bau von neuen Stationen. Im März 1996 wurde auf der Kraichtalbahn und der Katzbachbahn das hundertjährige Bestehen beider Strecken gefeiert. Zu diesem Zeitpunkt war der Streckenabschnitt Bruchsal–Ubstadt Ort bereits elektrifiziert, so dass bei der Feier Stadtbahnwagen zwischen Bruchsal und Ubstadt verkehrten.

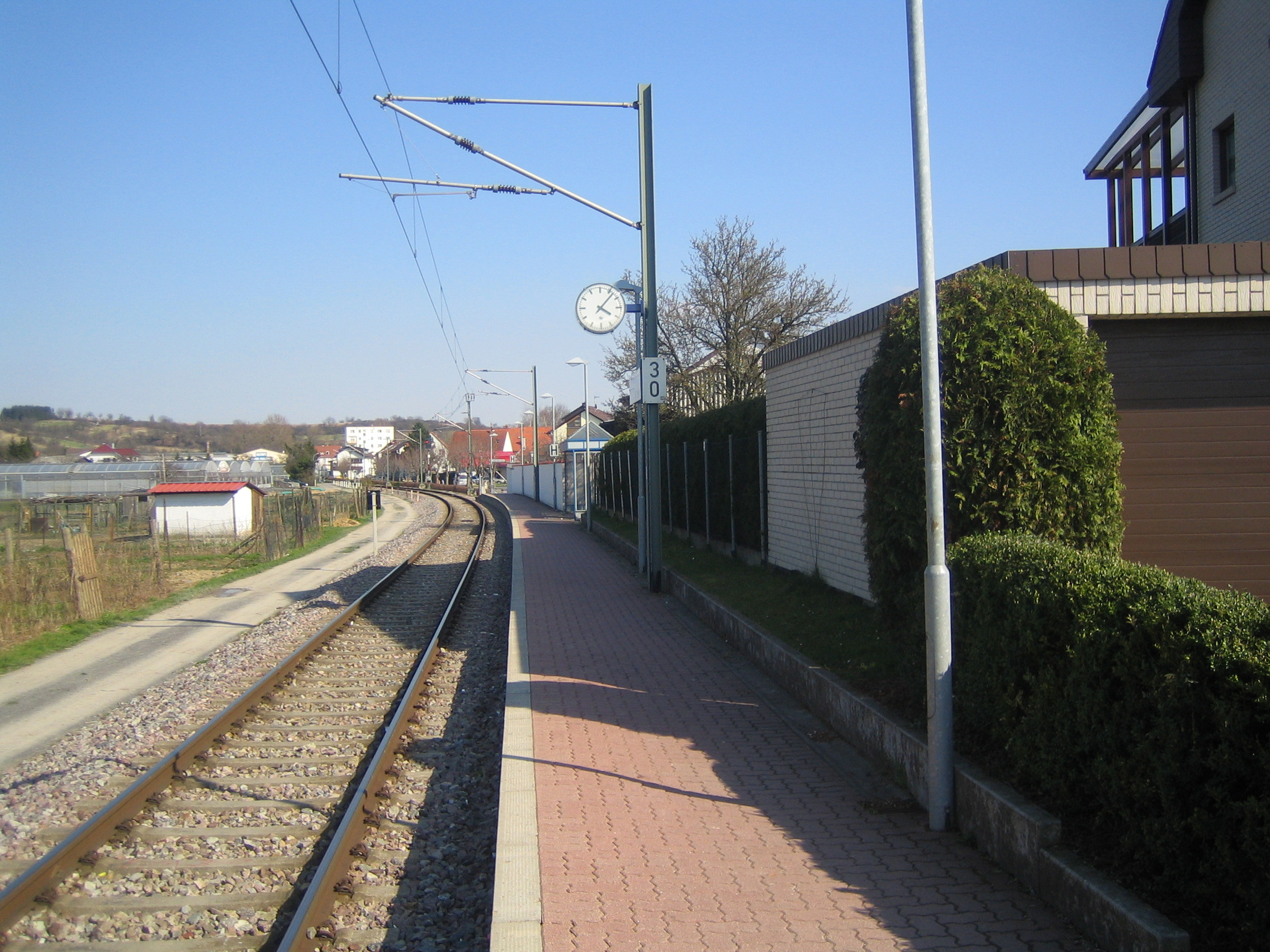
Haltepunkt „Unteröwisheim Martin-Luther-Straße“

Im September 1996 wurde die Kraichtalbahn schließlich in das Netz der Karlsruher Stadtbahn eingebunden. Die Karlsruher Stadtbahnlinie ‚S3‘, die seit 1994 vom Karlsruher Hauptbahnhof aus bis nach Bruchsal verkehrte, wurde hierfür bis Menzingen verlängert. Eigens hierfür wurden die Unterwegshalte modernisiert und teilweise zu  Kreuzungsbahnhöfen ausgebaut. Darüber hinaus wurden an der Kraichtalbahn zwei neue Haltepunkte (Ubstadt Salzbrunnenstraße und Unteröwisheim Martin-Luther-Straße) eingerichtet.
Im Zuge der Aufnahme der S-Bahn RheinNeckar Ende 2003 wurde die Baden-Kurpfalz-Bahn in das dortige S-Bahn-Netz integriert und trägt seitdem die dortige Linienbezeichnung ‚S3‘. Um Verwechslungen auszuschließen, wurde die bisherige ‚S3‘, die bislang auf der Kraichtalbahn verkehrte, in ‚S32‘ umbenannt. Zur selben Zeit wurde der Bahnhof Gochsheim, vorher einfacher Haltepunkt, zum Kreuzungsbahnhof ausgebaut.

## Betrieb

### Allgemein

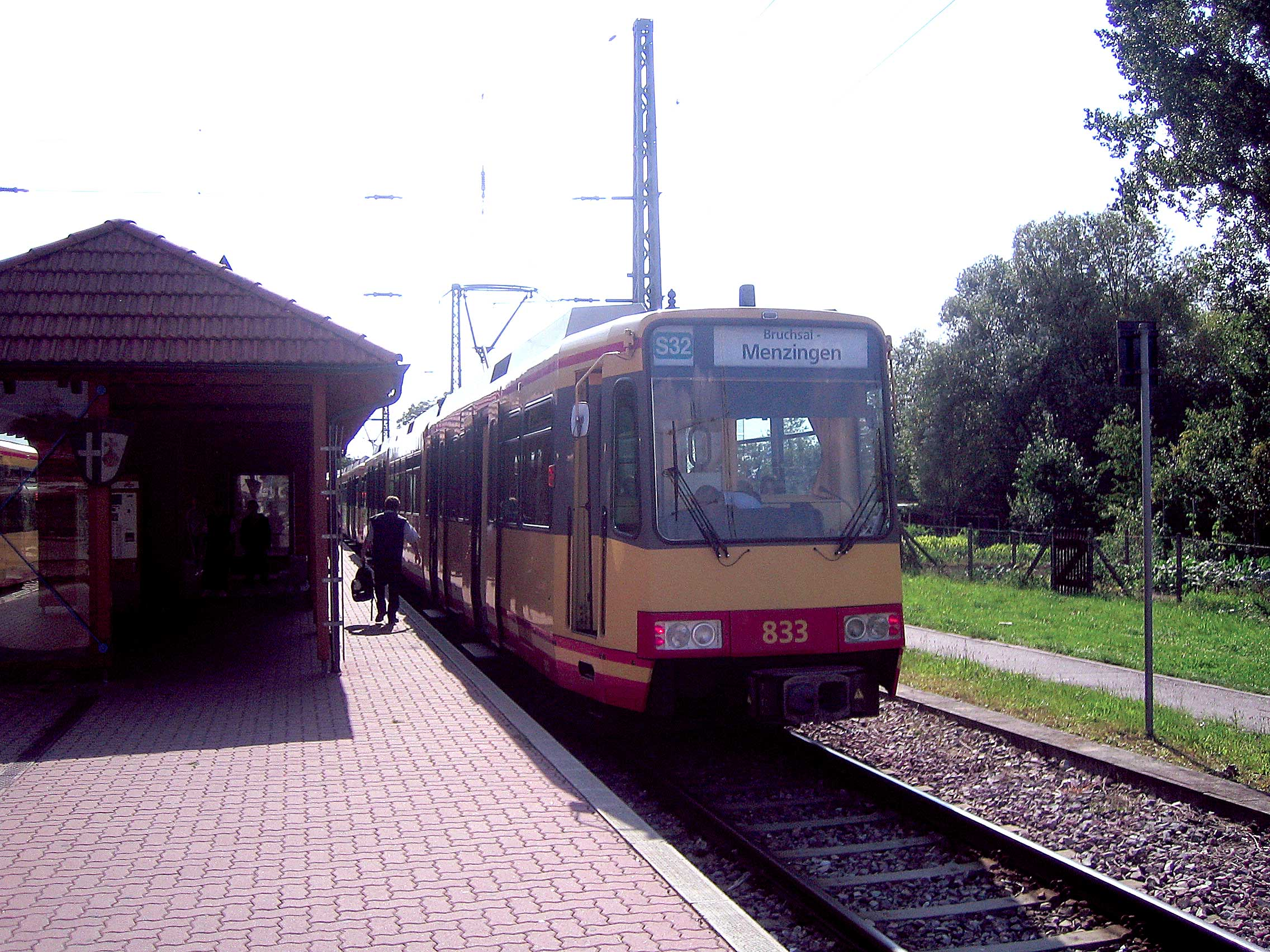
Bahnhof Ubstadt Ort

Kreuzungsmöglichkeiten existieren in Ubstadt Ort sowie in den Bahnhöfen von Unteröwisheim, Münzesheim, Gochsheim und Menzingen, wobei in Unteröwisheim selten welche stattfinden. In den Bahnhöfen Münzesheim und Gochsheim beträgt die Bahnsteigshöhe 55 Zentimeter, ansonsten durchgehend 38 Zentimeter.
Das Bahnhofsgebäude von Gochsheim wurde um 2000 herum im Zuge des Ausbaus zum Kreuzungsbahnhof abgerissen. Dasselbe soll auch mit dem von Menzingen geschehen. Lediglich das Bahnhofsgebäude von Oberöwisheim existiert heute noch und dient inzwischen als Wohnhaus.

### Fahrplan

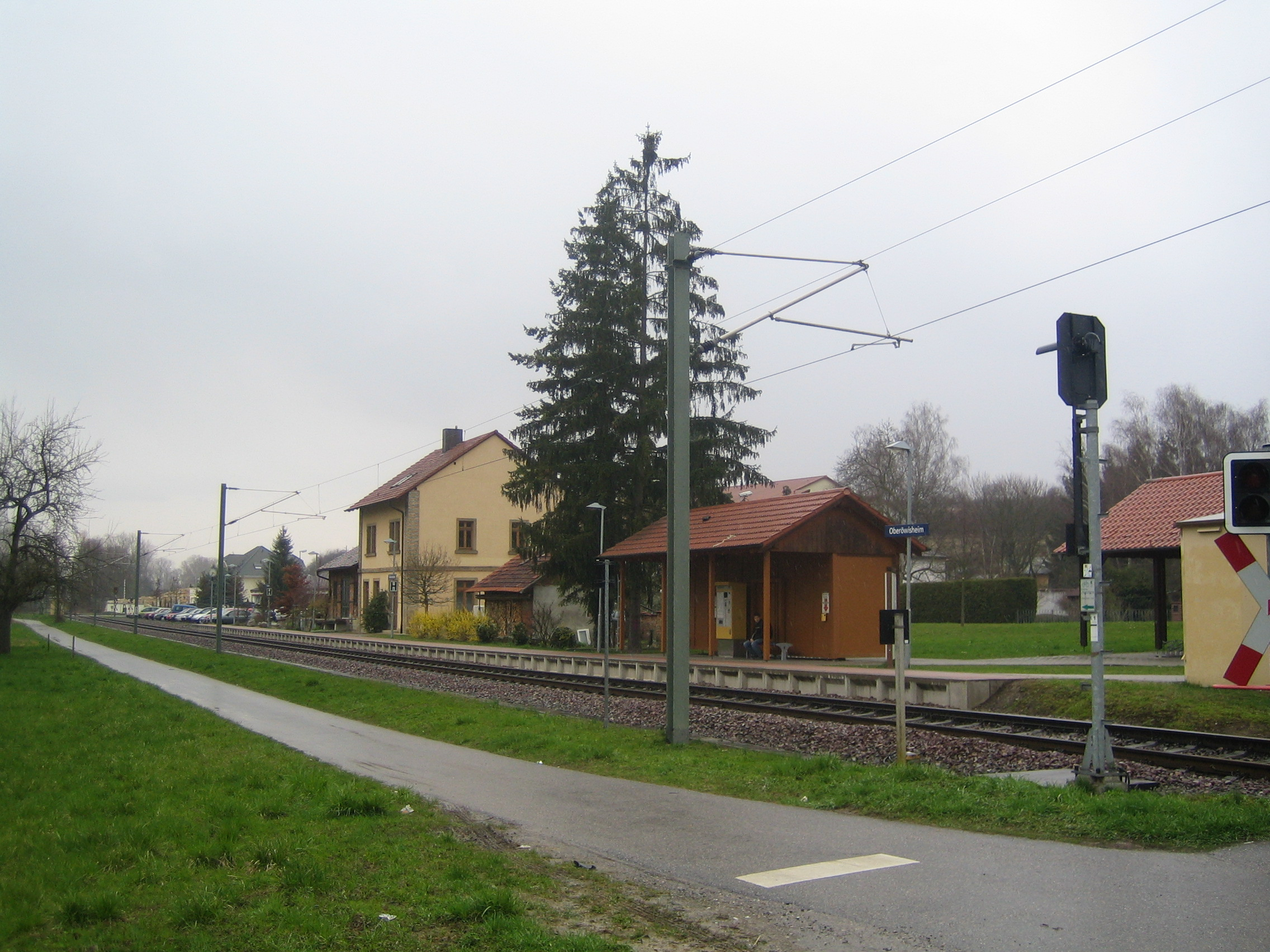
Haltepunkt Oberöwisheim

Die Strecke ist als ‚S32‘ (Menzingen–Bruchsal–Karlsruhe) in das Netz der Karlsruher Stadtbahn integriert. Sie wird täglich im 20-/40-Minutentakt betrieben, montags bis freitags nachmittags sogar im 20-Minuten-Takt, wobei der dritte Zug nur bis Bruchsal fährt. Zum Einsatz kommen Zweisystem-Stadtbahnwagen der Typen GT8-100C/2S und GT8-100D/2S-M.
Für Züge nach Freudenstadt werden ausschließlich die AVG-Mittelflurfahrzeuge 837-922 eingesetzt, da nur diese für die Steilstrecke zwischen Baiersbronn und Freudenstadt zugelassen sind.

### Güterverkehr
Auf der Kraichtalbahn gibt es regen Güterverkehr nach Gochsheim. Die dortigen Gütergleise zweigen etwa fünfhundert Meter westlich vom Bahnhof von der Strecke ab. Ein weiteres Gütergleis existiert beim Haltepunkt „Münzesheim Ost“. Der Gleisanschluss in Unteröwisheim ist allerdings inzwischen stillgelegt. Bis zum Umbau zur Stadtbahn hatte auch der Bahnhof Oberöwisheim ein Gütergleis, das mittlerweile entfernt wurde.

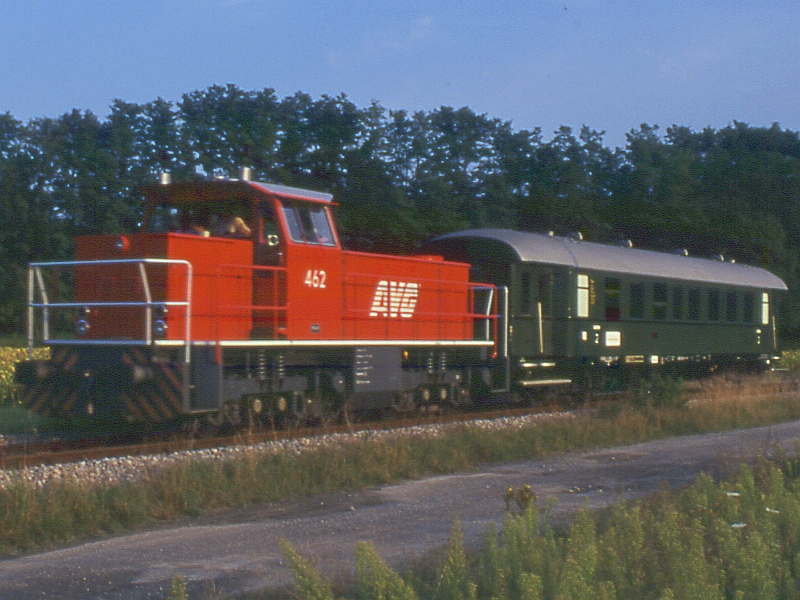
AVG-Lokomotive 462 kurz vor Menzingen

Für den Güterverkehr hatte die AVG die Diesellokomotiven 462 und 464 eingesetzt (Typ G1203), die von der MaK in Kiel gebaut worden waren. Die Lokomotive 462 kam ursprünglich zur SWEG und kam mit der Strecke an die AVG. Zu Zeiten der SWEG trug sie die Nummer 101 und wurde damals vereinzelt auch vor Personenzüge gespannt. Heute verkehren hauptsächlich Lokomotiven des Typs G1206. Lok 462 wurde 2004 verkauft.

### Buslinien
Entlang der Kraichtalbahn gibt es insgesamt sechs Buslinien, die in diejenigen Stadtteile von Kraichtal und darüber hinaus führen, die abseits der Bahnlinie liegen: Es handelt sich um die Linie 135: Oberöwisheim Bahnhof – Neuenbürg (Baden) Raiffeisenbank, die Linie 136: Münzesheim Bahnhof – Oberacker Rathaus, die Linie 137: Bahnbrücken Bahnhof –Bahnbrücken Gochsheimer Straße, die Linie 138: Menzingen (Baden) Bahnhof – Landshausen (Baden) Röhrbrunnen, die Linie 139: Landshausen (Baden) Röhrbrunnen – Neuenbürg (Baden) Raiffeisenbank und die Linie 149: Gochsheim (Baden) Bahnhof – Oberderdingen Freibad.